# Костанци, Плачидо
Плачидо Костанци (итал. Placido Costanzi di Michele Cordaro; 1702, Рим — 2 октября 1759, Рим) — итальянский живописец академического направления.

## Жизнь и творчество
Плачидо родился в семье Джованни и Костанцы Ангилья, ювелиров и изготовителей камей в Риме. Тем же ремеслом занимались его братья Томмазо и Карло. Плачидо Костанци учился живописи под руководством ФранческоТревизани, а затем у Бенедетто Лути. В основном он писал картины на исторические и религиозные сюжеты.
В 1724 году он расписал покои кардиналов Альберони и Аквавивы д’Арагона, позднее утраченные. В молодости он также активно работал в Тоскане, где написал картину «Святой Камилл» в церкви Санта-Мария-Маддалена-деи-Пацци во Флоренции, стремясь подражать искусству болонца Доменикино.
Костанци написал множество картин для украшения различных церквей Рима. В частности, его «Воскрешение Тавифы» для церкви Санта-Мария-дельи-Анджели-э-дей-Мартири было в 1758 году перемещено в Собор Святого Петра, чтобы заменить другую картину с похожим сюжетом работы Джованни Бальоне, откуда она вернулась на свое первоначальное место после создания мозаичной копии.
Костанци создал фрески для церквей Санта-Мария-ин-Валичелла, Сан-Грегорио-Маньо-аль-Челио, Санта-Мария-ин-Кампо-Марцио и церкви Сан-Пьетро-Апостоло в Кастель-Сан-Пьетро. Он также посвятил себя изображению фигур на пейзажах других художников, особенно Яна Франса ван Блумена, с которым он сотрудничал с 1725 года.
Разнообразная творческая деятельность Костанци в Риме позволила ему сначала вступить в Папскую конгрегацию виртуозов при Пантеоне, а затем, в 1741 году, — в Академию Святого Луки, принцепсом (председателем) которой он был с 1758 года.
Он также пользовался большим уважением за рубежом, работая в Испании, Англии, Франции и Германии. Занимался и портретной живописью. Его «Портрет Джорджа Кейта, лорд-маршала Шотландии», написанный в Риме в 1752 году, находится ныне в лондонской Национальной портретной галерее.

## Галерея

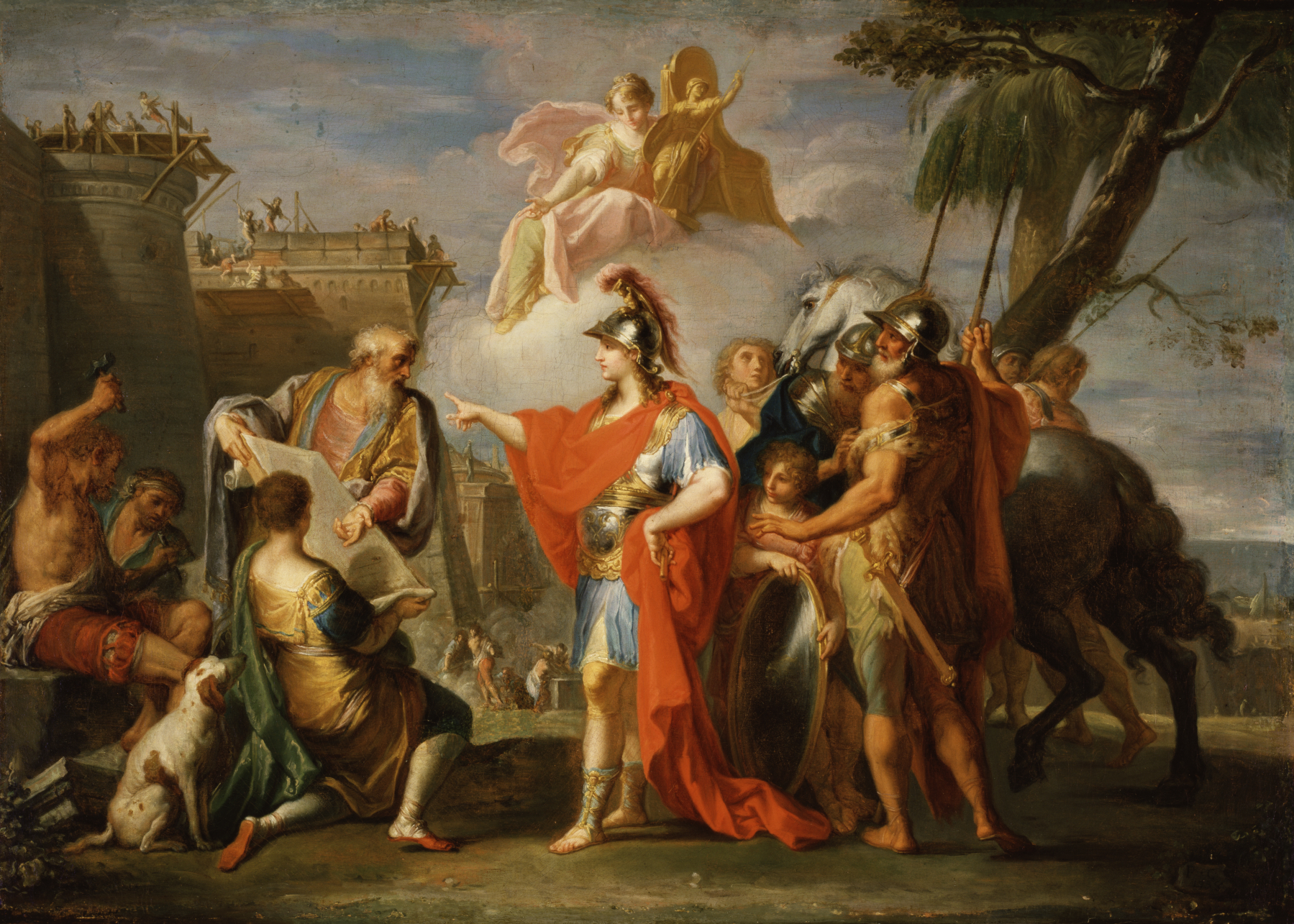
Александр Македонский основывает Александрию. Между 1736 и 1737. Холст, масло. Художественный музей Уолтерса, Балтимор, США
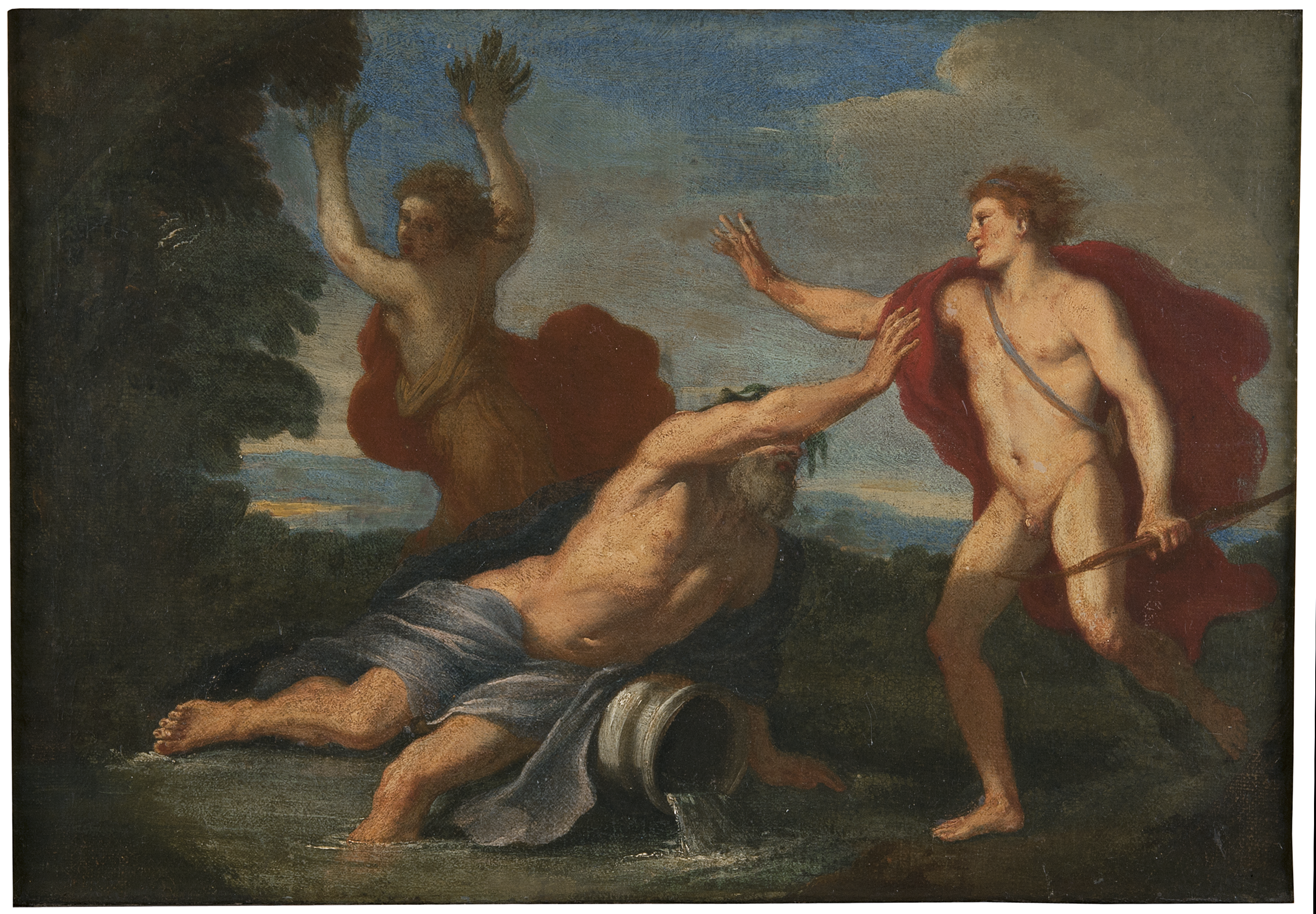
Аполлон и Дафна. Холст, масло. Национальный музей изобразительных искусств, Стокгольм
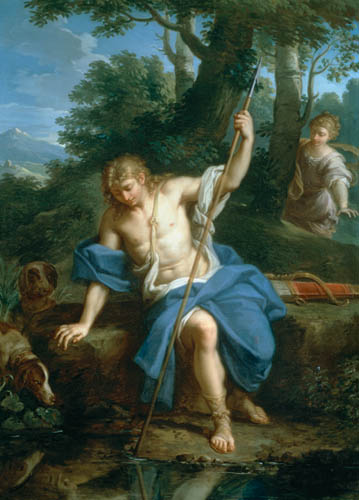
Нарцисс и Эхо. Холст, масло. Частное собрание
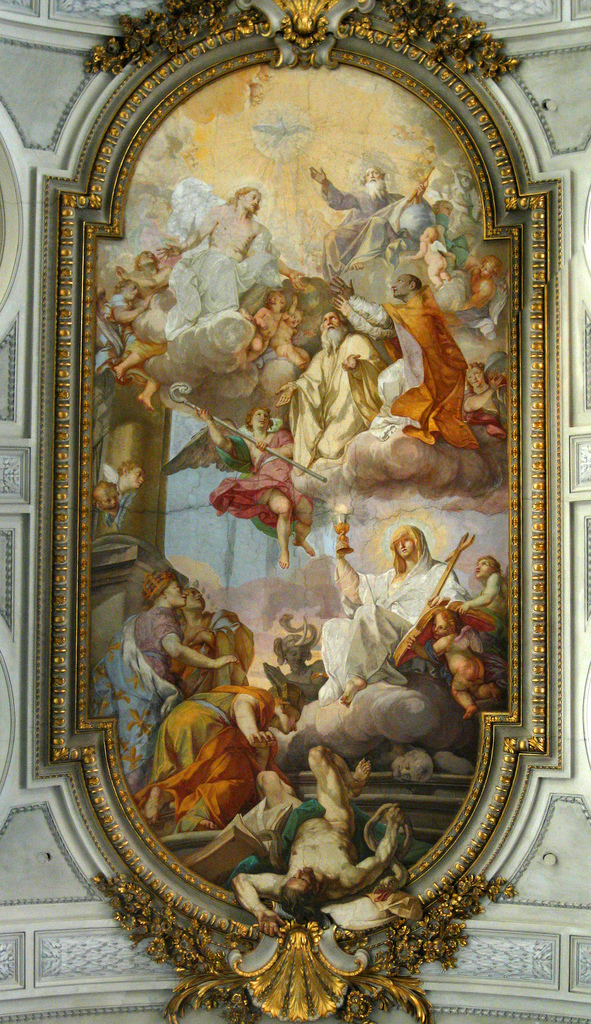
Триумф Святого Григория. 1727. Роспись плафона  церкви Сан-Грегорио-Маньо-аль-Челио,
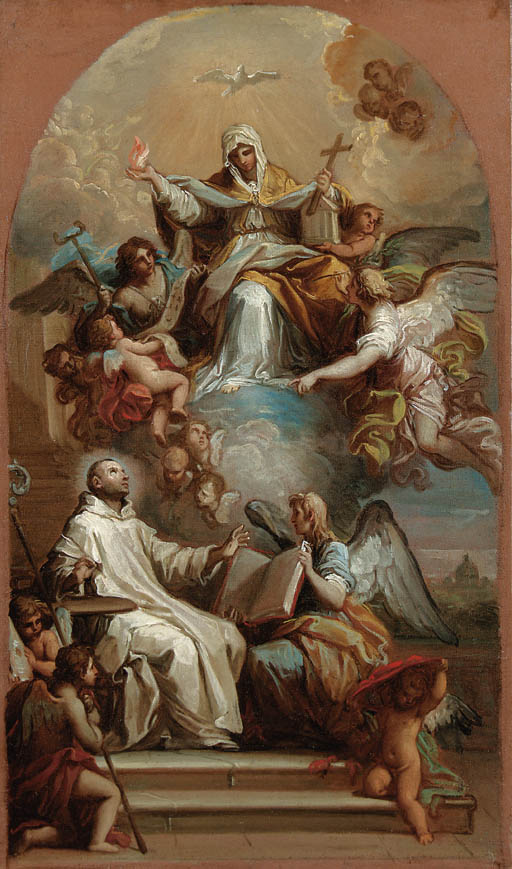
Дева Мария в трауре, являющаяся в видении Святому Бруно. Эскиз росписи для собора Святого Петра. Холст, масло. Частное собрание
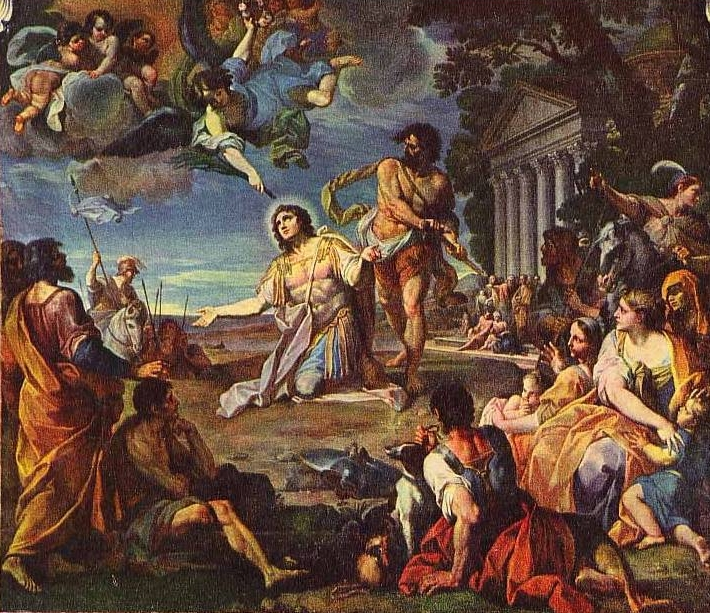
Мученичество Святого Торпе. Холст, масло. Пизанский собор
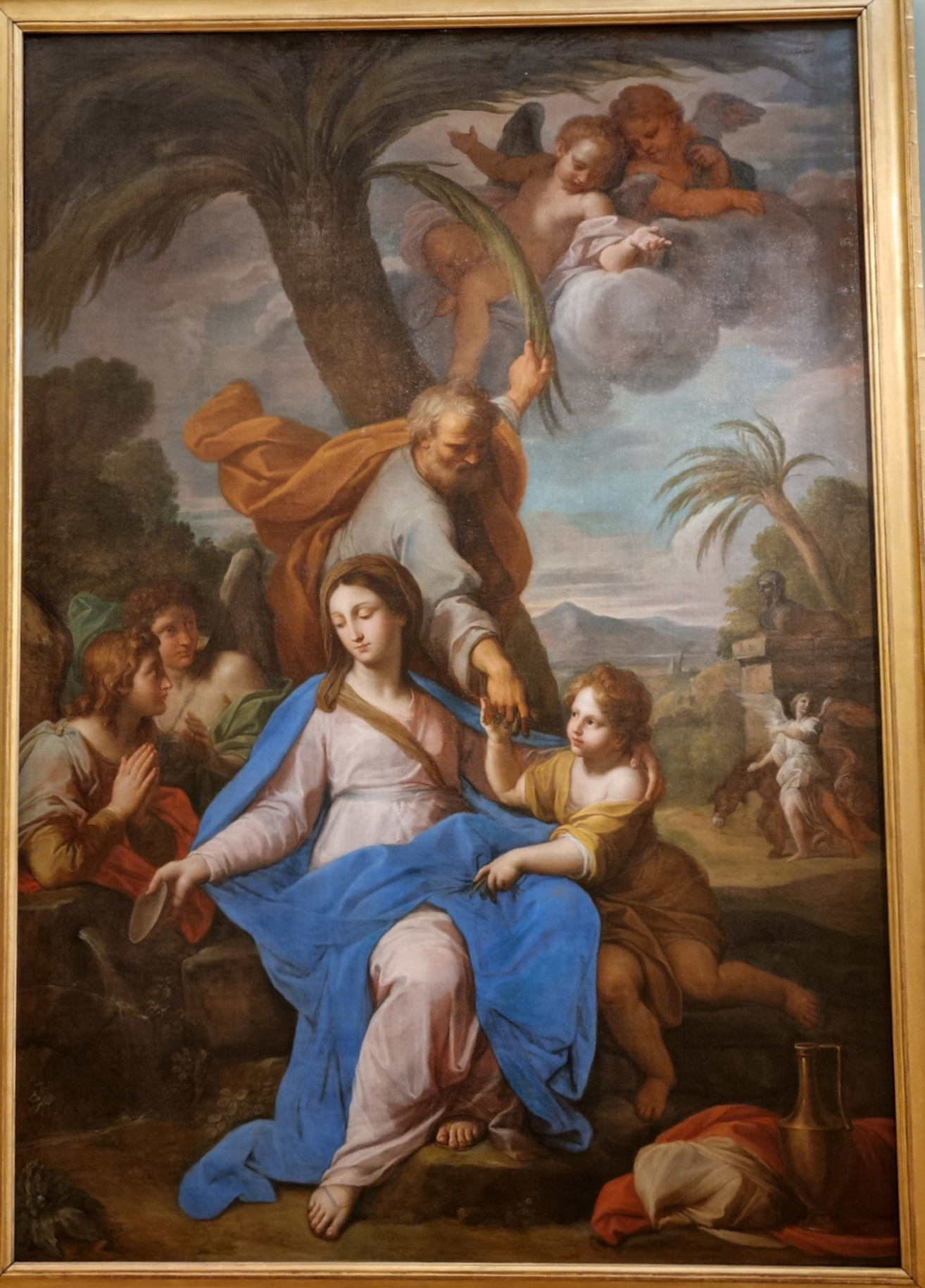
Отдых на пути в Египет. 1759. Музей изящных искусств, Безансон
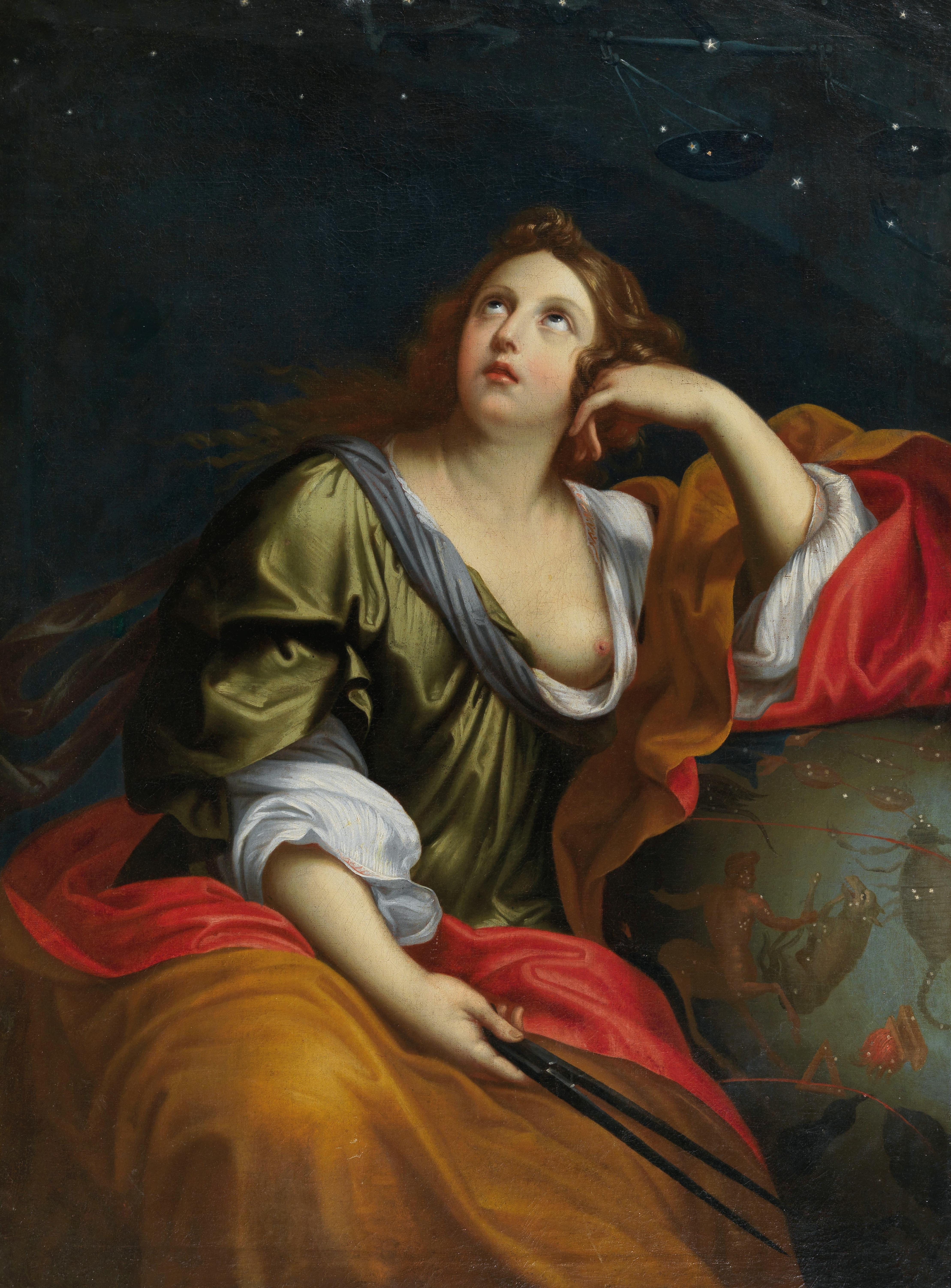
Аллегория астрологии. Холст, масло. Частное собрание